# Paru Itagaki
Paru Itagaki (板垣巴留, Itagaki Paru), née le 9 septembre 1993, est une mangaka japonaise.
Elle est connue pour sa série de mangas Beastars, qui remporte en 2018 le Manga Taishō, le prix culturel Osamu Tezuka, le prix du manga Kodansha, et un prix au Japan Media Arts Festival.

## Biographie
Paru Itagaki naît le 9 septembre 1993. Elle commence à peindre au jardin d'enfants et à dessiner des mangas en deuxième primaire. À l'adolescence, elle crée le personnage de Legoshi, un loup anthropomorphe qui apparaît plus tard dans sa série de mangas Beastars. Paru Itagaki est en premier lieu influencée par les films de Disney et les artistes Nicolas de Crécy et Egon Schiele.
Elle fréquente l'université d'art de Musashino, où elle étudie le cinéma. Elle continue à s'adonner au manga comme passe-temps pendant ses études universitaires, créant des dōjinshi qu'elle vend lors de conventions. Ne trouvant pas d'emploi dans l'industrie cinématographique, Itagaki soumet ses dōjinshi aux éditeurs de la maison d'édition Akita Shoten, qui publient son recueil de nouvelles Beast Complex dans Weekly Shōnen Champion en 2016,.
La même année, Weekly Shōnen Champion commence à publier en série la série Beastars d'Itagaki, acclamée par la critique et le public. La série est adaptée en anime en 2019.
En septembre 2019, la série manga autobiographique Paruno Graffiti d'Itagaki commence à être publiée dans Kiss.
Elle  remporte le Grand prix du manga en 2018.
Itagaki participe au Festival international de la bande dessinée d'Angoulême en 2019. Elle raconte qu'elle ne dessine que des animaux depuis son enfance.
Le 21 juillet 2021, Itagaki lance une nouvelle série de mangas, intitulée Sanda, dans le 34e numéro du Weekly Shōnen Champion.

## Vie privée
Très discrète sur sa vie privée, elle a l'habitude de porter un masque de poulet pour cacher son visage lors de ses apparitions publiques,.
Les tabloïdes japonais ont rapporté en 2018 qu'Itagaki est la fille de Keisuke Itagaki, le créateur de la série de manga Baki the Grappler; ce qui est confirmé par Le Monde en avril 2019,. Itagaki le confirme dans une interview réalisée avec son père en septembre 2019 dans le Weekly Shonen Champion, indiquant qu'elle n'a pas voulu révéler ce trait de parenté avant d'être bien établie dans l'industrie du manga, par peur des accusations de népotisme,.
Le 24 septembre 2023, Itagaki a annoncé qu'elle s'était mariée,,.

## Œuvres

### Séries
- Beast Complex (ビーストコンプレックス, Bīsuto Konpurekkusu?) (2016-2019 ; 2021)
- Beastars (ビースターズ, Bīsutāzu?) (2016-2020)
- Paruno Graffiti (パルノグラフィティ, Paru no Gurafiti?) (2019-2020)
- Bota Bota (ボタボタ, Bota Bota?) (2020-)
- Sanda (サンダ, Sanda?) (2021–2024)

### One shot
- White Beard and Boyne (白ヒゲとボイン, Shiro Hige to Boin?) (2018)
- Manga Noodles (マンガ麺, Manga Men?) (2019)